# 刘季平
刘季平（1908年—1987年），男，江苏如皋人，中华人民共和国政治人物。

## 生平
刘季平是江苏如皋（东乡）双甸北乡袁家庄（今属如东县）人。1924年，刘季平考入如皋师范学校。1925年五卅运动期间，他在金陵大学发动五卅全市面上大暴动。1927年2月参加中国共产党。1928年入南京晓庄师范，任第一届中共晓庄师范党支部书记。1929年，任教于无锡河埒口小学。后来，赴北平香山慈幼院任实验部主任。1930年初，任中共南京市委宣传部长，任内创建了中国自由大同盟南京分会并任书记。1930年至1932年，刘季平两次被南京国民政府逮捕并关押。抗日战争爆发后，1937年8月经中共党组织营救而获得释放。
抗日战争期间，1939年，刘季平任职于军委桂林行营三科，1941年赴苏中根据地任职。1942年底，刘季平任抗大九分校副校长兼中共苏中党校校长。在抗日战争时期，刘季平还曾和戴伯韬共同创立了抗战教育研究会。
中华人民共和国成立后，在一五计划期间，任上海市副市长、中共上海市委常委。1956年9月当选中国共产党第八次全国代表大会代表。在三年困难时期，历任中共山东省委书记处书记、中共安徽省委书记。1963年，调入中华人民共和国教育部，历任代部长，常务副部长和党组副书记。文化大革命爆发后，刘季平受到冲击。1973年任北京图书馆馆长，在任内，1975年国务院总理周恩来指示“尽快把中国古籍善本总目录编出来”，刘季平乃任中国古籍善本书目编辑委员会主任，组织编辑中国古籍善本书目。1981年，任中华人民共和国文化部顾问。刘季平还是中国陶行知研究会会长。他曾担任第三届全国人大代表、第六届全国政协委员。
1987年6月11日，刘季平在北京逝世，享年79岁。